# Sturgis Motorcycle Rally

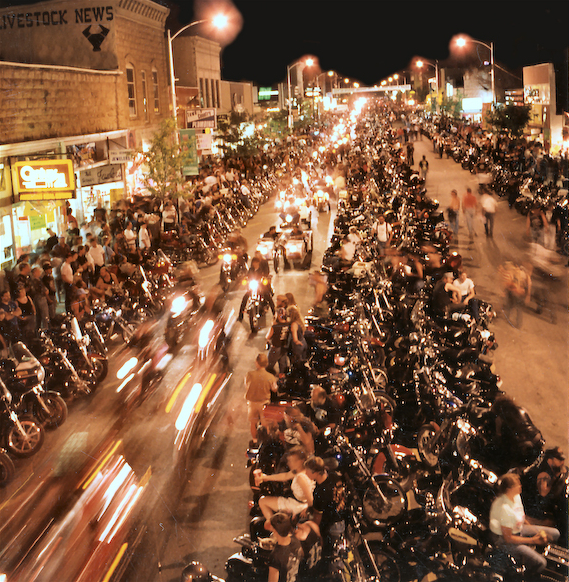
Sturgis Motocycle Rallye, 2008

Die Sturgis Motorcycle Rally ist eine amerikanische Sternfahrt von Motorradfahrern nach Sturgis in South Dakota, die üblicherweise in der ersten Augustwoche stattfindet. Neben der Daytona Beach Bike Week ist sie die größte Motorradveranstaltung der Welt.

## Geschichte
Die erste „Rally“ wurde am 14. August 1938 vom Motorradclub „Jackpine Gypsies“ unter dem Namen „Black Hills Classic“ veranstaltet. Im Zweiten Weltkrieg wurde das Treffen auf Grund der Benzin-Rationierung der amerikanischen Regierung teilweise ausgesetzt. Anfänglich bestand die Rally aus Rennveranstaltung und Stunt-Show, wurde jedoch 1961 um die Disziplinen Motocross und „Hill Climb“ erweitert.
Seit der Jahrtausendwende hatte die Rally jeweils zwischen 500.000 und 750.000 Besucher, von denen viele mit ihrer Familie und dem Wohnmobil anreisen und ihr Motorrad erst für die letzten Kilometer fahren.
Im August 2020 wurden zur Rally trotz der COVID-19-Pandemie in den Vereinigten Staaten 250.000 Biker erwartet, was der besucherreichsten Veranstaltung der USA im Sommer 2020 entsprochen hätte. 60 Prozent der Bürger von Sturgis waren bei einer Befragung gegen die Abhaltung, die Bürgervertretung gab aber grünes Licht. In Bars sollte die Zahl der Gäste um 50 Prozent reduziert werden. South Dakotas Gouverneurin Kristi Noem hielt die Risiken für vertretbar und sprach über die millionenschweren Einnahmen. Zudem habe der Bundesstaat nur 9.150 Infektionen und 135 Tote zu beklagen. Bei der Rallye vom 7. bis 16. August 2020 zählte man dann 462.182 Besucher.
Bis Anfang September konnten mindestens 260 COVID-19-Fälle in 12 US-Bundesstaaten und ein Tod in Minnesota auf die Rally zurückgeführt werden.
Eine statistische Auswertung der Covid-Entwicklung in den Herkunftsregionen der Besucher durch die San Diego State University rechnete die Gesamtzahl der Infektionen in Folge der Sturgis Rally auf 260.000 hoch. Politiker in South Dakota kritisierten die Methodik dieser Studie.

## Medienberichte
Zahlreiche Fernsehsender berichten über die Veranstaltung. Im Jahr 1997 nahmen die Crew der Fernseh-Serie COPS sowie der Basketballspieler Dennis Rodman an der Rally teil. Von 1995 bis 1999 wurde von World Championship Wrestling die Show „Hog Wild“ im Custombike Bau veranstaltet.

## Galerie

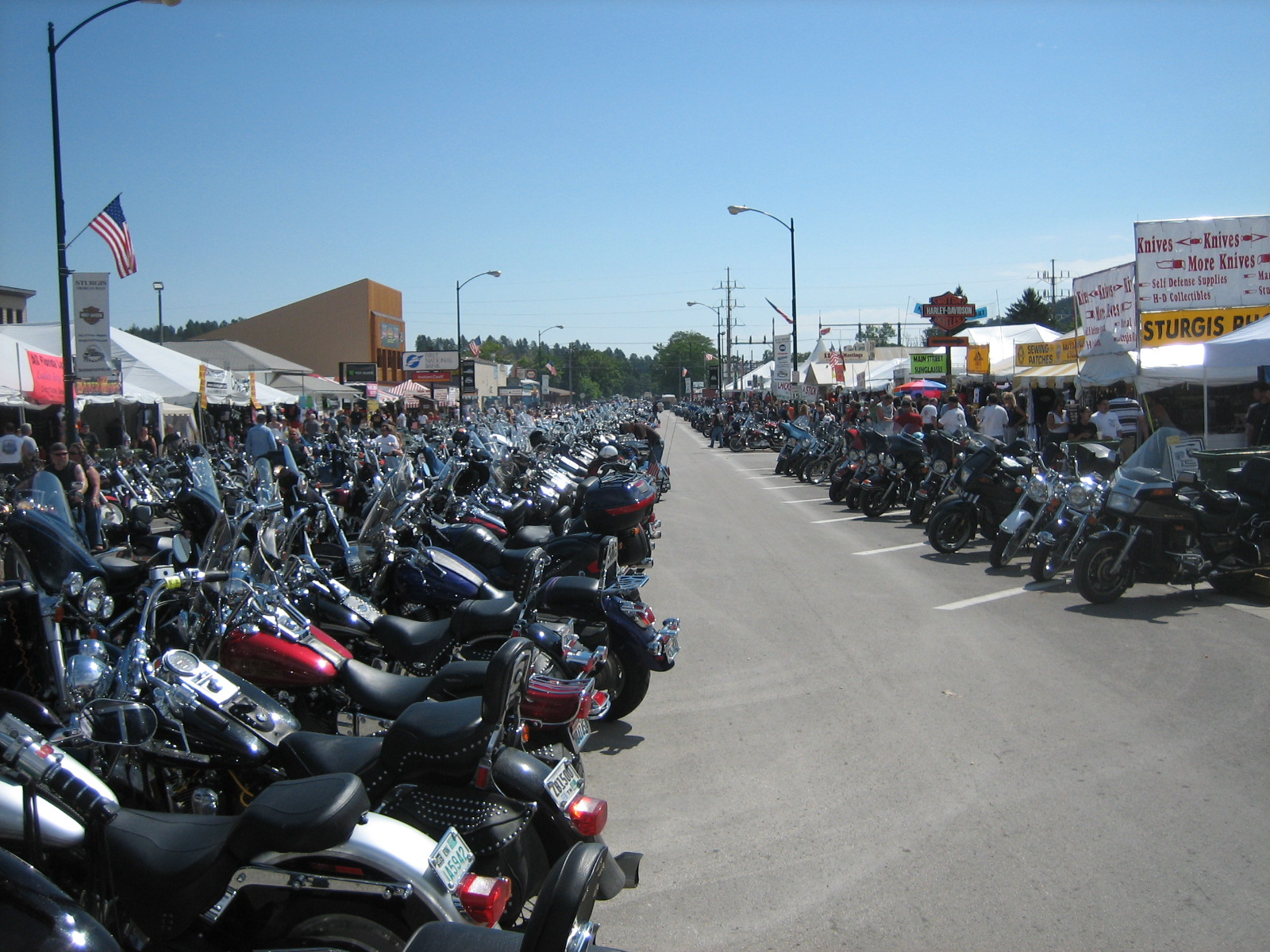
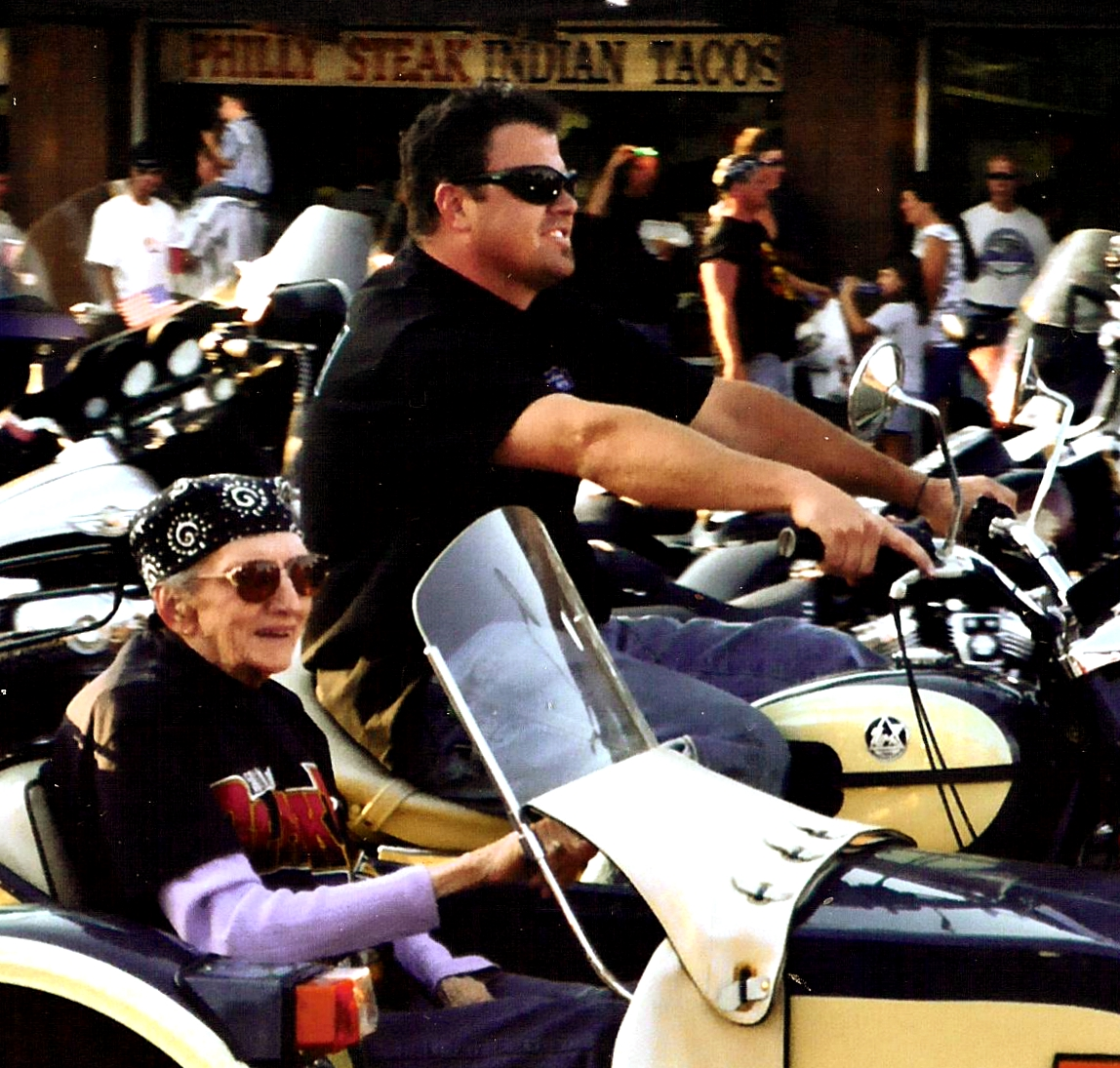
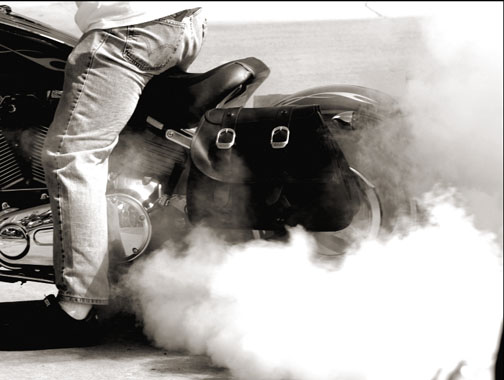
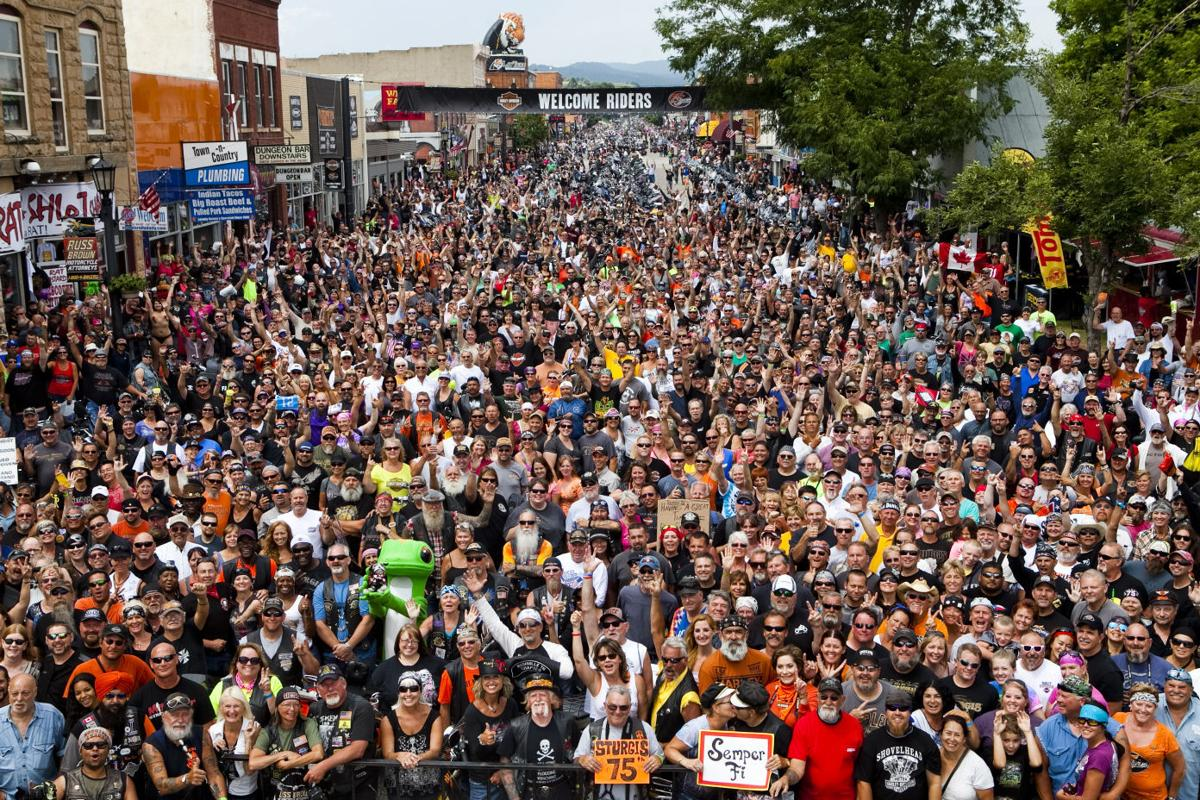

## Ähnliche Veranstaltungen
- Daytona Beach Bike Week
- Glemseck 101
- European Bike Week